# Esbjerg

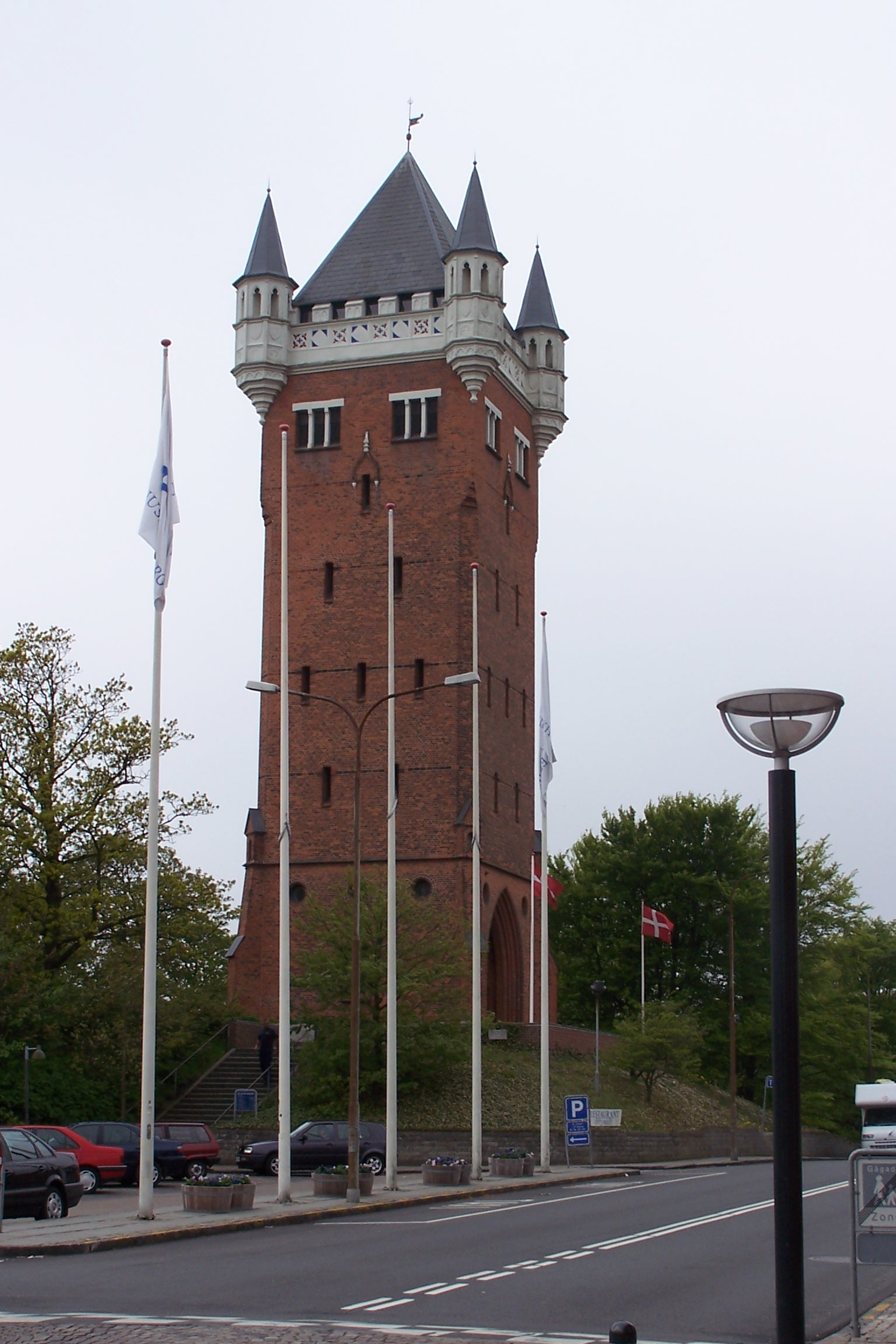
Esbjergs gamla vattentorn från 1897.

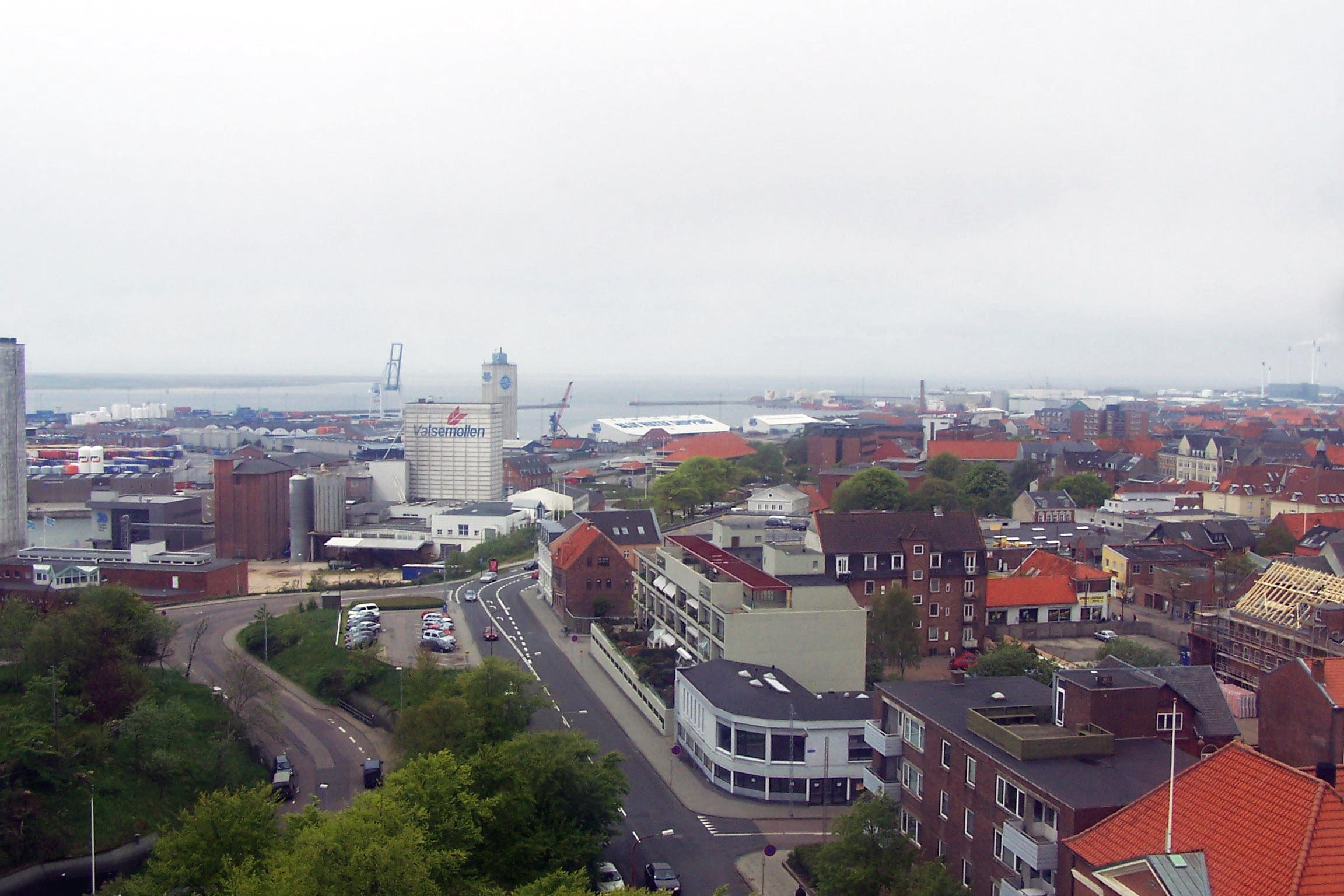
Utsikt över Esbjergs hamn från vattentornet

Esbjerg är en tätort och stad på Jyllands västkust vid Nordsjön i västra Danmark. Staden är Danmarks femte största tätort och utgör centralort i Esbjergs kommun.

## Historia
Esbjerg grundlades efter Danmarks förlust i dansk-tyska kriget 1864 när den viktiga hamnstaden Altona (idag en del av Hamburg) gick förlorad. Den 24 april 1868 beslutade Folketinget att en ny hamn skulle anläggas i sydvästra Jylland. På grund av Västjyllands flacka kust finns det få naturliga hamnar, varför stora muddringsarbeten fick göras för att kunna bygga en hamn 1868-1874. Den 15 augusti 1874 öppnades hamnen officiellt. Samma år fick Esbjerg också järnvägsförbindelse med Fredericia och Kolding. Följande år fick Esbjerg telegraf. År 1887 öppnades Vor Frelsers Kirke och 1899 fick Esbjerg stadsprivilegier.
Hamnen fick snabbt stor betydelse för exporten av jordbruksprodukter och nära staden placerades slakterier, mejerier och smörfabriker. Utbyggnaden av Esbjerg drog till sig massor av människor och staden kallades för Danmarks far west. År 1890 hade staden 4 100 invånare och 1901 13 400 invånare. År 1893 utbröt den första strejken när hamnarbetarna hos rederiet DFDS strejkade för rätten att organisera sig.
Staden blev snabbt ett fäste för den danska arbetarrörelsen och andra folkrörelser som frikyrkorörelsen på grund av sin snabba tillväxt och hamnens prägling på stadslivet. Både Socialdemokratiet och Danmarks Kommunistiske Parti hade stort väljarstöd i staden. Vid Folketingsvalet 1943 fick socialdemokraterna ungefär 60 % av rösterna i staden. Esbjergs borgmästare var socialdemokrat 1905–1994.
När den danska oljeutvinningen inleddes efter 1972 blev Esbjerg ett transportcentrum för resor mellan dessa oljefält och fastlandet.

## Kommunikationer
Mellan 1875 och 2014 hade Esbjerg färjeförbindelse över Nordsjön med Harwich.  Från hamnen kan man ta färja till den närbelägna ön Fanø.
I Esbjerg börjar motorvägen E20, som fortsätter österut till Sverige som en oavbruten motorväg på Lilla Bältbron, Stora Bältbron och Öresundsbron.
Den 18 juli 1937 invigdes Esbjergs flygplats i Kjersing. Den 4 april 1971 öppnades en större flygplats i Korskroen. Det går inte längre några inrikesturer till och från denna, utan dessa är sedan Stora Bältbron förlagda till Billund. Det finns dock internationella avgångar till Stavanger, Aberdeen och London. Från flygplatsen finns också helikopteravgångar ut till de danska oljefälten i Nordsjön.
Staden har daglig järnvägsförbindelse med Köpenhamn, Århus, Thisted och Tönder.